# ليندسي ستيرلينغ

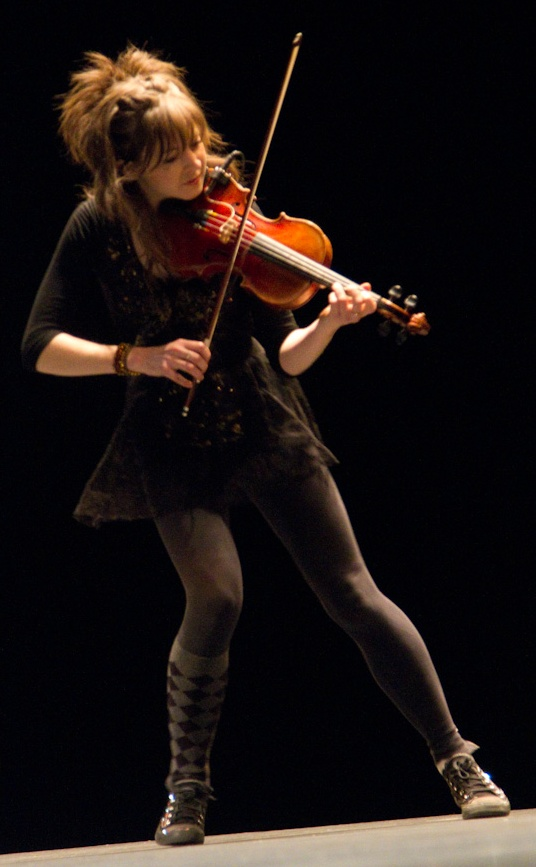

لينزي ستيرلينغ (بالإنجليزية: lindsey stirling)عازفة كمان وراقصة أمريكية ولدت في عام 1986 في كاليفورنيا. نشأت لينزي في ولاية أريزونا ثم أنتقلت إلى يوتا للدراسة وبعد إنهائها للدراسة الجامعية استقرت في لوس أنجليس في كاليفورنيا. ألبومها الأول صدر في 2012 ويحتوي على أغنية Crystallize التي حققت أكثر من 200 مليون مشاهدة كما أن قناتها على يوتيوب يوجد عليها أكثر من 11 مليون مشترك وأكثر من 500 مليون مشاهدة. كانت بداية شهرة لينزي في برنامج America's Got Talent سنة 2010 الذي وصلت خلاله إلى ربع النهائي قبل أن تبدأ مسيرتها على يوتيوب حيث حققت نجاحها. في عام 2013 فازت لينزي مع بينتاتونكس "PENTATONIX" بأحد جوائز يوتيوب الموسيقية على نسختهم من أغنية Radioactive لImagine Dragons. شاركت لينزي في 2013 بمسابقة Daance Showdown على يوتيوب وصلت للدور النهائي في بعد أن وصف الحكام أداءها بالأفضل. في أكتوبر 2012 بدأت لينزي أولى جولاتها في الولايات المتحدة وكندا ثم إلى أوروبا حيث أنهتها في شهر أبريل 2013 قبل أن تعود إلى أوروبا في الصيف ومن ثم إلى كل من أستراليا وشرق آسيا.

## روابط خارجية
- ليندسي ستيرلينغ على موقع IMDb (الإنجليزية)
- ليندسي ستيرلينغ على موقع ميوزك برينز (الإنجليزية)
- ليندسي ستيرلينغ على موقع أول ميوزيك (الإنجليزية)
- ليندسي ستيرلينغ على موقع ديسكوغز (الإنجليزية)
- ليندسي ستيرلينغ على موقع قاعدة بيانات الفيلم (الإنجليزية)